# Henryk Szeryng
Henryk Bolesław Szeryng (Varsovia, Polonia; 22 de septiembre de 1918-Kassel, Alemania; 3 de marzo de 1988) fue un violinista de origen polaco, naturalizado mexicano.

## Carrera
Henryk Szeryng nació en Varsovia, en el seno de una familia adinerada –su padre era un emprendedor–.
A la edad de tres años inició sus estudios musicales de la mano de su madre, quien empezó a impartirle lecciones de piano. Fue con siete años cuando aprendió a tocar el violín y lo convirtió en su instrumento.
El primer profesor de Szeryng fue Maurice Frenkel, profesor auxiliar de Leopold Auer en San Petersburgo antes de la Primera Guerra Mundial. Pese a que Frenkel fue quizás el profesor que mayor influencia ejerció sobre el joven Henryk, su preparación tanto en el aspecto musical y técnico se deben principalmente al célebre pedagogo Carl Flesch (1873 - 1944), que fue su profesor entre los años 1930 y 1933 en Berlín. Fue el famoso violinista polaco Bronislaw Huberman quien, tras escuchar a un joven Szeryng de diez años interpretar el concierto de Mendelssohn, convenció a sus padres para que entraran en contacto con Flesch.
En 1933 sus padres se trasladaron de Varsovia a París, donde el joven Szeryng recibió una completísima educación que incluía literatura, filosofía e historia antigua y desarrolló un asombroso don de lenguas. Su formación musical se completó en el Conservatorio de la capital francesa, donde entró en conocimiento de Jacques Thibaud así como recibió las enseñanzas y consejos de Gabriel Bouillon, que hicieron que se adhiriera a la escuela francesa de violín. Su aprendizaje junto a ambos maestros culminaría en 1937 con el primer premio otorgado del Conservatorio de París. De 1933 a 1939 también estudió composición en París con Nadia Boulanger.
Debutó como solista en 1933 tocando el Concierto para Violín de Johannes Brahms.
Durante la Segunda Guerra Mundial trabajó como intérprete para el gobierno polaco exiliado y dio conciertos para las Tropas Aliadas alrededor de todo el mundo. Durante uno de estos conciertos en la Ciudad de México, recibió una oferta para tomar la dirección del departamento de cuerda de la universidad. Aceptó la propuesta y se hizo ciudadano mexicano en 1946.
En 1954 conoció en México a su compatriota polaco Arthur Rubinstein, el cual le animó a desplegar su actividad musical. Ambos cultivaron una profunda amistad fundada en su mutua admiración y respeto, tanto como seres humanos como músicos. Rubinstein, fallecido en 1982, dijo de él: «Los auténticos enamorados de la música buscan emoción, grandes momentos, y eso es lo que Szeryng les ofrece».
Szeryng fue designado embajador cultural itinerante de buena voluntad en 1956 y consejero honorario para la música de la Delegación Permanente de México ante la UNESCO en 1970, convirtiéndose en el primer artista en viajar con pasaporte diplomático.
Szeryng ha sido uno de los violinistas que mayor número de grabaciones ha realizado en la historia de la producción musical, con más de 40 años de carrera discográfica. Fue Szeryng quien redescubrió y grabó por primera vez el Concierto para violín n.º 3 de Paganini. El Concierto "mexicano" de Carlos Chávez, el Concierto cubano de Csonka, conciertos para violín de Manuel M. Ponce, Benjamin Lees, Mozart Camargo Guarnieri y Jean Martinon, el Poema Concertante de Xavier Montsalvatge y composiciones de Julián Carrillo, Roman Haubenstock-Ramati, Peter Racine Fricker o José Sabre Marroquín son algunas de las obras compuestas para él. Estas formaron parte de su vasto repertorio, que abarca desde las Sonatas y partitas para violín solo de Bach hasta los grandes conciertos de música clásica. 
Henryk Szeryng recibió numerosas distinciones tales como el Grand Prix du Disque en seis ocasiones, el Premio Grammy, el Edison, el Golden Record, el Wiener Flötenuhr y las medallas de oro de las ciudades de París y Jerusalén. A estas se suman condecoraciones como las de la Orden de Polonia Restituta, el grado de comendador de la Orden al Mérito de la República Italiana, oficial de la Orden de la Corona de Bélgica, comendador de la Orden de Alfonso X el Sabio de España, la cruz de oficial de la Legión de Honor de Francia, el Gran Premio Nacional de México, la cruz de comendador de la Orden de San Carlos de Mónaco.
Szeryng también compuso; entre sus obras se incluyen algunos Conciertos para Violín y piezas de música de cámara.
Henryk Szeryng, falleció repentinamente durante una gira por Alemania, tras ofrecer un concierto en la ciudad de Kassel. El programa de su última actuación fue el mismo de su primer concierto 55 años antes: el Concierto para violín y orquesta en Re mayor, opus 77 de Brahms
Szeryng es muy apreciado y considerado uno de los grandes violinistas del siglo XX, especialmente por los mismos violinistas.

## Instrumentos
Algunos de los violines de Henryk Szeryng tienen su propia historia. Es el caso del Stradivarius Hércules de 1734 que otrora perteneciera a Eugene Ysaye. Szeryng depositó este famoso instrumento en manos de Teddy Kollek, alcalde de Jerusalén, el 24 de diciembre de 1972, como una muestra especial de amistad a la Ciudad de Oro, a fin de que lo utilizara el concertino de la Orquesta Filarmónica de Israel.
Obsequió al príncipe Rainiero III de Mónaco con su célebre Vuillaume, la copia del Stradivarius Mesías, y entregó a Ciudad de México el "Sanctae Theresiae", instrumento fabricado por Andrea Guarnieri en 1683. Szeryng regaló la mayor parte de su colección de violines a ciudades o alumnos, como Shlomo Mintz, a quien impartió clases en Ginebra, conservando únicamente el valioso Guarnerius del Gesù Leduc de 1743 y el Pierre Hel de 1935, copia del Guarnerius del Gesù Le Roi Joseph. .

## Discografía parcial
- Bach, J.S.: Violin Concertos; Concerto for 2 Violins; Air from Suite n.º 3 - Academy of St. Martin In the Fields/Henryk Szeryng/Maurice Hasson/Sir Neville Marriner, 1976 Philips
- Bach, Sonatas & Partitas - Henryk Szeryng, 1968 Deutsche Grammophon
- Beethoven, Violin Concerto & Violin Romances Nos. 1 & 2 - Bernard Haitink/Henryk Szeryng/Royal Concertgebouw Orchestra, 1986 Philips
- Beethoven: Sonatas Nos. 5, 8 & 9 for Violin and Piano - Arthur Rubinstein & Henryk Szeryng, 1999 BMG
- Beethoven, Violin Sonatas "Spring" and "Kreutzer" - Henryk Szeryng & Ingrid Haebler, Philips
- Brahms: 3 Violin & Piano Sonatas, Opp. 78, 100, & 108 - Arthur Rubinstein & Henryk Szeryng, 1999 BMG
- Brahms, Violin Concerto & Concerto for Violin and Cello - Bernard Haitink/Henryk Szeryng/János Starker/Royal Concertgebouw Orchestra, Philips
- Mendelssohn, Concierto para violín en Mi Menor, op.64, O.S.de Londres, Antal Dorati
- Mozart, The Violin Concertos (Vol. 1) - Henryk Szeryng/New Philharmonia Orchestra/Sir Alexander Gibson, 2005 Decca/Philips Complete Mozart Edition
- Mozart: Sonatas for Piano & Violin, K. 451 & K. 481 - Henryk Szeryng/Ingrid Haebler/New Philharmonia Orchestra/Sir Alexander Gibson, Philips/Decca
- Mozart: The Great Violin Sonatas, Vol. 2 - Henryk Szeryng & Ingrid Haebler, Philips
- Paganini, Violin Concertos Nos. 1 & 3 - Henryk Szeryng/London Symphony Orchestra/Sir Alexander Gibson, Philips
- Saint-Saëns, Violin Concerto n.º 3 & Havanaise & Introduction et Rondo Capriccioso - Ravel: Tzigane - Eduard van Remoortel/Henryk Szeryng/Orchestre national de l'Opéra de Monte-Carlo, 1970 Philips
- Schubert, Piano Trío n.º 1; Schumann Piano Trío n.º 1 - Arthur Rubinstein/Henryk Szeryng/Pierre Fournier, BMG
- Schumann, Concierto para violín en Re Menor  - O.S.de Londres, Antal Dorati
- Szeryng, Kreisler y otros tesoros para violín - Reiner, 1963 Mercury
- Szeryng, Szeryng in concert - Los grandes conciertos para violín, 1962/1976 Decca

## Concurso Internacional de Violín Henryk Szeryng
Con el propósito de apoyar, promover y estimular a los jóvenes violinistas sin distinción de nacionalidad, escuela o corriente artística, el Gobierno del Estado de México, a través de la Orquesta Sinfónica del Estado de México (OSEM) y el Instituto Mexiquense de Cultura (IMC), con el apoyo del Consejo Nacional para la Cultura y las Artes (Conaculta), instituyeron el Concurso Internacional de Violín Henryk Szeryng.
Con este concurso se busca conservar viva la memoria del maestro mexicano, de origen polaco, Henryk Szeryng, quien elevó el arte violinístico a sus más altas expresiones. En reconocimiento de que consagró su vida a la enseñanza de la música, impartiendo sus conocimientos a varias generaciones, así como a su amor por la perfección y su profundo concepto de la coexistencia universal, sin olvidar su amor hacia México, su patria adoptiva.
El Concurso Internacional de Violín se ha realizado en 1992, 1994, 1997, 2000, 2003, 2008 y 2013, y entre los ganadores se encuentran los maestros Erika Debociewick, Lee Chin Siow, Isabella Lippi, Natasha Korsakova, Dimiter Ivanov, Patricia Kopatchinskaja, Leticia Muñoz, Dalia Kuznecovaite, Antal Szalai y Maria Azova.